# さよなら (BLUE ENCOUNTの曲)
「さよなら」は、日本のロックバンドであるBLUE ENCOUNTの楽曲。同バンド7枚目のシングルとして、2017年4月26日にKi/oon Musicから発売された。

## 概要
表題曲は、映画『LAST COP THE MOVIE』の主題歌である。
初回生産限定盤特典のDVDは2016年10月に初の海外遠征を行ったBLUE ENCOUNTブル散歩 -台湾編-と2017年1月14日に豊洲PITで行われた招待制イベント『uP!!!NEXT BLUE ENCOUNT〜HERO NEVER END〜』のLIVE映像を収録。　

## 収録曲
1. さよなら
2. Wake Me Up
3. The Chicken Song
初回限定盤のみ収録曲。

### 初回限定盤DVD
1. ブル散歩 -台湾編-
2. YOU 2017.01.14 “uP!!!NEXT BLUE ENCOUNT〜HERO NEVER END〜【静寂の椅子エン】”
3. HEART 2017.01.14 “uP!!!NEXT BLUE ENCOUNT〜HERO NEVER END〜【激動の立ちエン】”